# Comuna Copăceni, Vâlcea
Copăceni este o comună în județul Vâlcea, Oltenia, România, formată din satele Bălteni, Bondoci, Copăceni, Hotărasa, Ulmetu (reședința) și Vețelu.
Numele provine de la copacii seculari din comuna.

## Demografie
Componența etnică a comunei Copăceni
     Români (95,66%)
     Alte etnii (0%)
     Necunoscută (4,34%)
Componența confesională a comunei Copăceni
     Ortodocși (94,69%)
     Alte religii (0,81%)
     Necunoscută (4,5%)
Conform recensământului efectuat în 2021, populația comunei Copăceni se ridică la 2.468 de locuitori, în scădere față de recensământul anterior din 2011, când fuseseră înregistrați 2.603 locuitori. Majoritatea locuitorilor sunt români (95,66%), iar pentru 4,34% nu se cunoaște apartenența etnică. Din punct de vedere confesional, majoritatea locuitorilor sunt ortodocși (94,69%), iar pentru 4,5% nu se cunoaște apartenența confesională.

## Politică și administrație
Comuna Copăceni este administrată de un primar și un consiliu local compus din 11 consilieri. Primarul, Gheorghe-Tironel Tâmplărescu[*], de la Partidul Social Democrat, este în funcție din 2012. Începând cu alegerile locale din 2024, consiliul local are următoarea componență pe partide politice:
|  | Partid                          | Consilieri | Componența Consiliului | Componența Consiliului | Componența Consiliului | Componența Consiliului | Componența Consiliului | Componența Consiliului | Componența Consiliului |
|  | ------------------------------- | ---------- | ---------------------- | ---------------------- | ---------------------- | ---------------------- | ---------------------- | ---------------------- | ---------------------- |
|  | Partidul Social Democrat        | 7          |                        |                        |                        |                        |                        |                        |                        |
|  | Partidul Național Liberal       | 2          |                        |                        |                        |                        |                        |                        |                        |
|  | Alianța pentru Unirea Românilor | 2          |                        |                        |                        |                        |                        |                        |                        |

## Monumente istorice
- Biserica „Buna Vestire” din Copăceni
- Biserica de lemn din Copăceni (Copăceni)

## Personalități născute aici
- Ion Alecsandrescu (1928 - 2000), fotbalist.